# NCOA6
NCOA6 (de sus siglas en inglés Nuclear receptor coactivator 6) es una proteína codificada en humanos por el gen ncoa6. Esta proteína es un coactivador transcripcional que puede interaccionar con receptores nucleares de hormonas para potenciar sus respectivas funciones de activadores transcripcionales. Diversos estudios han demostrado que NCOA6 está implicada en la coactivación dependiente de hormona de diversos receptores, entre los que cabe incluir receptores de prostanoides, de retinoides, de vitamina D3, de hormona tiroidea y de esteroides. NCOA6 podría actuar también como un coactivador general, como pone de manifiesto el hecho de que muestre la capacidad de interaccionar con algunos factores de transcripción constitutivos como las histona acetiltransferasas y las histona metiltransferasas.

## Interacciones
La proteína NCOA6 ha demostrado ser capaz de interaccionar con:
- Ku70[4][5]
- RBBP5[6]
- E2F1[7]
- Proteína del retinoblastoma[8]
- CREBBP[9][10]
- ATF2[11]
- HSF1[12]
- HBXIP[13]
- TGS1[14][15]
- TUBB[6]
- TUBA4A[6]
- Receptor de hormona tiroidea beta[10][9][4][16]
- Receptor de ácido retinoico alfa[10][9][4]
- Src[6][9][17][10]
- Receptor de hormona tiroidea alfa[9][17]
- PRKDC[4]
- Receptor androgénico[8]
- HIST2H3C[6]
- MLL3[6]
- Ku80[4][5]
- Receptor X hepático beta[10]
- Receptor de estrógeno alfa[9][16]
- Receptor de estrógeno beta[10][16]
- EP300[4]
- ASCL2[6]
- Receptor X retinoide alfa[9][10][13][16]